# Princeville (Hawái)
Princeville es un lugar designado por el censo ubicado en el condado de Kauai en el estado estadounidense de Hawái. En el año 2010 tenía una población de 2.158 habitantes y una densidad poblacional de 348,1 personas por km².

## Geografía
Princeville se encuentra ubicado en las coordenadas 22°13′25″N 159°29′7″O / 22.22361, -159.48528.

## Demografía
Según la Oficina del Censo en 2000 los ingresos medios por hogar en la localidad eran de $63.833, y los ingresos medios por familia eran $67.266. Los hombres tenían unos ingresos medios de $48.229 frente a los $29.542 para las mujeres. La renta per cápita para la localidad era de $37.971. Alrededor del 8,1% de la población estaba por debajo del umbral de pobreza.